# کنتا کانو
کنتا کانو (ژاپنی: 狩野 健太؛ زادهٔ ۲ مهٔ ۱۹۸۶) بازیکن فوتبال اهل ژاپن است.
از باشگاه‌هایی که در آن بازی کرده‌است می‌توان به باشگاه فوتبال یوکوهاما مارینوس، باشگاه فوتبال کاوازاکی فرونتال، و باشگاه فوتبال کاشیوا ریسول اشاره کرد.